# Джеймс Карен
Джеймс Карен (англ. James Karen) уроджений Джейкоб Карнофскі (англ. Jacob Karnofsky, 28 листопада 1923, Вілкс-Барре, Пенсільванія, США — 23 жовтня 2018, Лос-Анджелес, Каліфорнія, США) — американський характерний актор. Грав у театрі на Бродвеї, знімався в кіно та на телебаченні.
Серед найбільш значущих робіт — ролі у Полтергейст, Повернення живих мерців, Прибульці з Марса, і В гонитві за щастям.
Джеймс Карен також був відомий за роль Еліота Рендольфа в телевізійному серіалі Восьми достатньо. Він також з'явився в рекламі мережі супермаркетів «Pathmark», за який отримав прізвисько «містер Pathmark». Він був номінований на премію Сатурн за роль у Повернення живих мерців в 1985 році.

## Ранні роки
Джеймс Карен, названий при народженні Якоб Карнофскі, народився у Вілкс-Барре, у північно-східній Пенсільванії, в родині єврейських іммігрантів російського походження. Мати — Мей (уроджена Фрід), батько — Джозеф Х. Карнофскі, торговець. Племінник Морріса Карновського. Конгресмен Деніел Дж. Флуд (англ.  Daniel J. Flood), який сам був актором-аматором трагічного жанру запропонував Карену, тоді ще молодій людині, стати актором і запросив його до «Малого театру Вілкс-Барре». Він також відвідував театральну школу «Neighborhood Playhouse School of the Theatre» в Нью-Йорку.

## Кар'єра
Першим фільмом про який Карен пам'ятав, що бачив, був «Пароплав Білл-молодший» (1928 р.) Бастера Кітона. Пізніше він став дуже хорошим другом Кітону. В його кар'єрі стався великий прорив, коли йому було запропоновано замінити Карла Молдена в оригінальній бродвейській постановці вистави «Трамвай „Бажання“».
На телебаченні він зіграв доктора Берка в американській телевізійній мильній опері «Як обертається світ» і був оригінальним Лінкольном Тайлером в інший мильній опері «Всі мої діти». Але він, мабуть, найбільше відомий за постійну роль в телесеріалі «Вісім достатньо». Джеймс Карен також добре відомий на Східному узбережжі як представник мережі супермаркетів «Pathmark» на телебаченні та радіо протягом 20 років.
Джеймс Карен з'явився в епізоді ситуаційної комедії «The Kallikaks» у 1977 році на телеканалі NBC, і грав Ерла Сілберта в мінісеріалі 1979 року «Сліпі амбіції» (англ.  Blind Ambition). Десять років по тому він з'явився в епізоді телесеріалу «Золоті дівчатка». Він також відомий по ролі злого магната Натана Лассітера, який знищив місто Волнат-Гров у фіналі телевізійного серіалу "Маленький будиночок у преріях. Джеймс Карен — член Акторській студії. Його помітні кінороботи: «Китайський синдром», «Полтергейст», «Повернення живих мерців» і «Волл-стріт» Олівера Стоуна.
В останні роки Джеймс Карен отримав визнання за роль Мартіна Фрома у фільмі 2006 року «В гонитві за щастям».

## Особисте життя
Він був одружений зі Сьюзен Рід, колишньою актрисою й виконавицею народних пісень. Вони розлучилися в 1967 році, а в 1986 році він одружився з Альбою Франческою, яка знімалася з ним в «Hardbodies 2». Джеймс Карен виховав одну дитину та двох онуків.
Джеймс Карен пішов з життя на 95-му році життя 23 жовтня 2018 року в Лос-Анджелесі.

## Вибрана фільмографія
- Frankenstein Meets the Space Monster  (1965)
- Фільм  (1965)
- Геркулес у Нью-Йорку  (1970)
- Козеріг один  (1978)
- Китайський синдром  (1979)
- The Jazz Singer  (1980)
- Take This Job and Shove It  (1981)
- Being from Another Planet  (also known as  Time Walker ) (1982)
- Полтергейст  (1982)
- Повернення живих мерців  (1985)
- Зазублене лезо (1985)
- Прибульці з Марса  (1986)
- Hardbodies 2  (1986)
- Волл-стріт  (1987)
- Повернення живих мерців 2  (1988)
- The Willies  (1991)
- Ніксон  (1995)
- Нед і Стейсі  (1995—1997)
- Піранья  (1995)
- Близько до серця  (1996)
- Угон по-американськи  (1997)
- Здібний учень  (1998)
- Щонеділі  (1999)
- Тринадцять днів  (2000)
- Малголленд Драйв (2001)
- Flickering Blue  (2003)
- Повернення Супермена  (2006)
- В гонитві за щастям  (2006)
- Викрадачі лобів  (2007)
- Кімната метеликів  (2012)

## Нагороди
Джеймс Карен був номінований на премію «Сатурн» за кращу чоловічу роль за гру у фільмі «Повернення живих мерців» в 1985 році. За свій внесок в кіноіндустрію фільмів жахів, Карен отримав почесну премію «Сатурн» в 1998 році. Він був номінований на «Fangoria Chainsaw Awards» за кращу чоловічу роль другого плану за роль у «Ненародженим дитині» в 1991 році.

## Додаткова література
- Voisin, Scott, Character Kings: hollywood's Familiar Faces Discuss the Art & Business of Acting.  BearManor Media, 2009. ISBN 978-1-59393-342-5. (англ.)
- Psychotronic Video Magazine, 1997 no.24 «James Karen» (англ.)
- Filmfax Magazine, December 2010 no. 125 «Frankenstein Meets The Space Monster» (англ.)